# 11º Battaglione carri "M.O. Calzecchi"
L'11º Battaglione carri "M.O. Calzecchi" è stato un reparto dell'Esercito Italiano dal 1960 al 2001.

## Storia
Le origini del battaglione risalgono all'XI Battaglione carri M13/40, costituito durante il secondo conflitto mondiale presso il deposito del 4º Reggimento fanteria carrista, il 30 aprile 1941, per trasformazione del preesistente VIII Battaglione carri "L", contribuendo alla formazione del 133º Reggimento carri, della Divisione corazzata "Littorio".

### Impiego bellico
L'XI Battaglione carri, al comando del maggiore Gabriele Verri, raggiunse la Libia in due scaglioni: il primo, via mare, con partenza da Napoli il 14 gennaio 1942; il secondo con materiali e mezzi inviati via mare e il personale aviotrasportato, con partenza da Castelvetrano il 15 dello stesso mese.
Giunto in Africa, il battaglione raggiunse la zona di Homs, dove svolse una intensa attività addestrativa fino all'aprile dello stesso anno, quando venne assegnato definitivamente quale Battaglione carri autonomo alla 101ª Divisione motorizzata "Trieste".
Il battaglione ebbe il battesimo del fuoco il 27 maggio a Bir-Hacheim in un combattimento che vide impegnata la 2ª Compagnia.
Nei giorni dal 28 al 31 maggio il battaglione prese parte ai combattimenti sostenuti dalla "Trieste" per la conquista delle posizioni di Got el Ualeb; nel corso di questi combattimenti cadde alla testa della sua compagnia carri, impegnata da un intero Battaglione corazzato inglese, il capitano Icilio Calzecchi Onesti, al quale gli inglesi resero l'onore delle armi.
Il 31 maggio l'XI Battaglione carri seguì con la "Trieste" all'attacco della posizione di Bir Hacheim, presidiata dalla 1ª Brigata delle Forze della Francia Libera e soprannominata la "Verdun" del deserto, che venne poi conquistata dalle forze del Regio Esercito, malgrado l'accanita resistenza dei francesi, dopo una serie di combattimenti si protrassero per otto giorni. Nei giorni immediatamente successivi, il battaglione viene impegnato in una serie di combattimenti e di operazioni che porteranno all'accerchiamento delle forze inglesi nella zona di Ain el Gazala, prendendo poi parte all'attacco della piazzaforte di Tobruk, che venne conquistata, dopo strenua resistenza, il 21 giugno.
Nel corso dei combattimenti che si sono svolti senza interruzione di continuità svoltosi fra il 27 maggio ed il 21 giugno, i carristi dell'Xl Battaglione diedero prova di alta capacità combattiva, contribuendo in maniera determinante alla buona riuscita delle operazioni e due ufficiali del reparto furono decorati di Medaglia d'oro al valor militare alla memoria: il capitano Icilio Calzecchi Onesti e il sottotenente Livio Pentimalli caduto il 21 giugno 1942.
L'esito felice delle operazioni per la conquista di Tobruk, ha spinto il Comando Italo-Tedesco a proseguire l'offensiva verso oriente; il battaglione, dopo un breve periodo di riposo e di riordinamento, prese parte, con la "Trieste", alla vittoriosa marcia verso il confine Egiziano: Sollum, Sidi Barrani, Marsa Matruh, furono le tappe vittoriose della lunga, ma rapida avanzata, che porta le truppe del Regio Esercito parecchi chilometri all'interno del territorio Egiziano. Il battaglione raggiunto il territorio egiziano fu impegnato nella Prima battaglia di El Alamein, nel corso della quale battaglia affrontò la 2ª Divisione fanteria neozelandese 20 chilometri a sud-ovest di El Alamein e successivamente, dopo essere stato impegnato duramente nella zona di El Khanita, il 10 luglio a Tel El Eisa la 3ª Compagnia del Capitano Vittorio Bulgarelli ebbe molti carri distrutti o immobilizzati e solo un solo carro, isolato e illeso, proseguì la sua corsa verso la cresta e dopo averla raggiunta si gettò contro il nemico, scomparendo dall'altro versante dove venne annientato. I nomi dei quattro carristi che lo occupavano rimasero sconosciuti e del carro si conosce solamente la targa: RE 3700. Il carro, ritrovato nel 1946 è diventato il monumento ai carristi nel cortile d'onore del Sacrario di quota 33 del cimitero di guerra di El Alamein e per tutti i carristi è rimasto il simbolo del sublime sacrificio e il fatto viene ricordato come "la carica dei morti". Dei 19 carri soltanto tre riuscirono a rientrare alle basi di partenza.
Negli ultimi giorni di agosto e nei primi di settembre, azioni  il Battaglione prese parte alle azioni condotte dal Maresciallo Rommel nel tentativo di accerchiare da sud le forze inglesi sistemate a difesa sulle posizioni di El Alamein.
Il 2 settembre il Battaglione raggiunse con altri reparti della "Trieste" le posizioni più orientali toccate dalle Forze Italo-Tedesche nell'offensiva in Egitto, ma, fallito il tentativo di aggiramento delle posizioni britanniche, il battaglione e gli altri reparti avanzati della "Trieste" vennero fatti
ripiegare sulle posizioni di El Kharita. Il giorno 4 settembre a Deir el Muneassib, si distinse la 2ª compagnia carri, comandata dal Tenente Carlo Ragnoli; nei combattimenti caddero, fra gli altri, il sottotenente Alberto Crucianelli ed il sottotenente di complemento Antonio Giallonardi, assistito dalla sua
ordinanza, che non volle abbandonare il proprio ufficiale preferendo la cattura e i sacrifici di una lenta prigionia.
A questo periodo di intensi combattimenti è seguito un periodo di sosta nelle operazioni.
La sera del 23 ottobre, inaspettatamente, si scatenò la controffensiva britannica con un tremendo fuoco di artiglieria. Da entrambe le parti si combatté accanitamente fino al 30 ottobre, con alterne vicende e la "Trieste" si schierò nel settore costiero. La notte del 1º novembre il Comando inglese lanciò un poderoso attacco con ingenti masse di fanteria e carri armati che sgretolò il fronte. La situazione si fece critica e furono lanciati nella lotta tutti i carri armati disponibili nella zona e fra questi quelli dell'XI Battaglione carri della "Trieste" con i residui reparti della "Littorio". I combattimenti tra carri armati durarono tutto il pomeriggio del 1º novembre, ma la sproporzione di forze era troppo alta, sia dal lato numerico sia da quello qualitativo, con i britannici che avevano ricevuto da poco e lanciato nella lotta i nuovi carri armati americani Grant e Sherman, potentemente armati e con corazze assolutamente impenetrabili dai calibri dei carri italiani.
L'XI Battaglione carri, animato dall'esempio del proprio comandante Maggiore Verri ha combattuto disperatamente fino in fondo in questa lotta impari, perdendo ad uno ad uno
tutti i propri carri, riuscendo ad infliggere dure perdite al nemico troppo superiore e venne praticamente distrutto il 2 novembre 1942, nelle fasi finali della battaglia di E1 Alamein.

### La ricostruzione
Il battaglione venne ricostituito a Forlì il 16 Maggio 1960 l'XI Battaglione corazzato. Il 16 ottobre 1961, il battaglione venne trasferito ad Ozzano dell'Emilia nella "Caserma Gamberini" intitolata alla medaglia d'oro capitano Pasquale Gamberini ed inquadrato nella Brigata fanteria "Trieste". Il battaglione era articolato su 1ª e 2ª Compagnia carri, equipaggiate con carri M26 Pershing e sulla 3ª Compagnia meccanizzata, equipaggiata con VTT M113. Le compagnie carri prima della fine degli anni sessanta hanno sostituito i carri M26 Pershing con i carri M47 Patton.
Nel 1975 con la riorganizzazione dell'Esercito Italiano, la "Trieste" venne riorganizzata in Brigata di fanteria meccanizzata e inserita nella Divisione meccanizzata "Folgore". Nello stesso anno, essendo stato abolito da parte dell'Esercito Italiano il livello reggimentale, con i battaglioni che diventati autonomi la numerazione dei battaglioni veniva cambiata passando dai numeri romani tipici dei battaglioni, alla numerazione araba tipica dei reggimenti e venne ripresa inoltre la tradizione di intitolare il reparto ad una medaglia d'oro al valor militare della specialità carristi, preferibilmente dello stesso battaglione; il battaglione venne intitolato alla memoria del capitano Icilio Calzecchi Onesti, con la denominazione di 11º Battaglione carri "M.O. Calzecchi", e riceveva il 18 Settembre 1975 la bandiera da combattimento.
Nel 1991, nel quadro del riordinamento della Forza Armata dal 1º giugno, la Brigata meccanizzata "Trieste", venne sciolta a Bologna, diventando Brigata meccanizzata "Friuli", la cui sede comando veniva trasferita da Firenze a Bologna, nella quale venne inquadrato l'11º Battaglione carri "M.O. Calzecchi".
Nell'ambito del riordinamento della Forza Armata, con la ricostituzione del livello reggimentale, il 18 settembre 1992, nella sede del battaglione ad Ozzano Emilia venne ricostituito il 4º Reggimento carri. Il 31 agosto 1993 il 6º Battaglione carri "M.O. Scapuzzi" di Civitavecchia che aveva ereditato la bandiera di combattimento e le tradizioni del 33º Reggimento fanteria carrista persa la propria autonomia cedette la Bandiera di guerra al 33º Reggimento carri ricostituito il giorno successivo ad Ozzano nel quale confluì l'11º Battaglione carri "M.O. Calzecchi", mentre il Battaglione carri "M.O. Scapuzzi" il 1 ° settembre 1993 venne inquadrato nel 4º Reggimento carri nella sede di Civitavecchia.
Il 33º Reggimento carri, inquadrato nella Brigata meccanizzata "Friuli", nel 1997, passò alle dipendenze della 132ª Brigata corazzata "Ariete", per essere definitivamente sciolto nel 2001 e la sua Bandiera di Guerra inviata al Sacrario delle Bandiere del Vittoriano di Roma.